# Battaglia di Great Bridge
La battaglia di Great Bridge fu combattuta il 9 dicembre 1775 in Virginia, nell'ambito delle fasi preliminari della guerra d'indipendenza americana.
L'allora governatore della Virginia, lord Dunmore, era rimasto fedele al Regno di Gran Bretagna, e si era asserragliato nella città di Norfolk per resistere alla crescente presenza rivoluzionaria nella propria colonia. Stretto dalla morsa nemica, il governatore tentò di rompere l'accerchiamento della città e ordinò un assalto presso la località di Great Bridge, che venne tuttavia respinto con enormi perdite, portando all'abbandono britannico della stessa Norfolk e al consolidamento della rivoluzione americana in Virginia.

## Antefatti
La Virginia era stata fra le prime a ribellarsi tra tutte le Tredici colonie, in opposizione al suo governatore lord Dunmore che era invece un fedele lealista. Dunmore, dopo le battaglie di Lexington e Concord, temendo una ribellione nei propri territori, ordinò il sequestro della polvere da sparo dall'arsenale della città di Williamsburg, e ciò non fece che infiammare gli animi dei rivoluzionari.
Ottenuto solo un peggioramento della situazione, presto Dunmore optò per evacuare Williamsburg e riparare nel più sicuro porto di Norfolk, dove era ancorata una nave da guerra britannica. Vista la fuga di Dunmore, la Virginia formò propri comitati rivoluzionari che presero il controllo della maggior parte della regione, dichiarando illegittimo il potere britannico. I comitati, in vista del prossimo conflitto armato con l'Inghilterra, reclutarono un esercito, che si costituì nell'ottobre 1775.
Subito apparve chiara l'importanza strategica del controllo di Norfolk, unica città della Virginia ancora sotto controllo dei lealisti, e il governo rivoluzionario ordinò al colonnello William Woodford di marciare sulla città e cacciare lord Dunmore. L'attacco a Norfolk avrebbe dovuto essere sferrato alla fine di ottobre, ma un tentativo di sbarco inglese costrinse Woodford a prestare assistenza alle altre truppe rivoluzionarie, rinviando la conquista della città ad un momento successivo.
Le truppe ribelli entro novembre avevano comunque circondato Norfolk, ma trattandosi per la maggior parte di milizie disorganizzate e con poco addestramento i britannici riuscivano a condurre con successo delle incursioni nell'entroterra, come avvenne per la battaglia di Kemp's Landing. Lo smacco di Kemp's Landing costrinse Woodford ad agire, e il colonnello assieme alle proprie truppe marciò alla volta di Norfolk e occupò l'importante snodo stradale di Great Bridge, che controllava l'accesso alla città.

## La battaglia
Nonostante l'assedio a cui era sottoposta di fatto Norfolk, Woodford era riluttante a spingersi oltre Great Bridge, temendo un'accanita resistenza britannica come accaduto a Kemp's Landing. Lord Dunmore invece, galvanizzato dalla vittoria, premeva per un nuovo scontro risolutivo, e l'8 dicembre 1775 ordinò un assalto alle posizioni ribelli per il giorno successivo al fine di rompere l'assedio. Nonostante i britannici avessero poco più di 400 uomini disponibili per l'attacco a causa dell'esiguità generale di truppe sul fronte americano, Dunmore era certo della propria vittoria, e contava sull'effetto sorpresa. Alcune spie tuttavia vennero a conoscenza dell'ordine del governatore e lo comunicarono a Woodford, che ebbe così il tempo di preparare una solida difesa.
L'esercito inglese, comandato dal capitano Samuel Leslie, la mattina del 9 dicembre marciò contro Great Bridge, preceduto da una compagnia guidata dal capitano Charles Fordyce che avrebbe dovuto assaltare il ponte presidiato dagli americani. La giornata era nebbiosa, così i britannici poterono approssimarsi al ponte senza essere visti, ma Woodford, a conoscenza dell'attacco, aveva fatto accorrere numerosi uomini a difesa di Great Bridge, potendo disporre di circa il doppio delle truppe degli attaccanti. Gli inglesi rivelarono la propria presenza facendo fuoco sul campo avversario con alcuni cannoni, che tuttavia non causarono danni.
Il ponte di Great Bridge era piuttosto stretto, e solo sei uomini per volta potevano passarvi. Come risultato, quando i britannici assaltarono il ponte e assottigliarono le proprie linee, furono investiti dal fuoco dei difensori, che causò loro enormi perdite. Il capitano Fordyce, che guidava l'assalto, fu ucciso quasi subito da una scarica di proiettili, e presto i corpi degli inglesi morti e feriti ostruirono del tutto l'accesso al ponte. Presto Leslie, capendo l'inutilità di continuare l'attacco, ordinò la ritirata generale, ed entro la sera del 9 dicembre tutti i superstiti britannici erano rientrati a Norfolk.
Gli americani, protetti da un vasto sistema di trincee oltre il ponte, durante la battaglia avevano subito solo un ferito. Woodford, riconoscendo il coraggio di Fordyce nel guidare l'assalto suicida, lo fece seppellire con tutti gli onori militari. Gli inglesi in ritirata non vennero inseguiti per timore di possibili contrattacchi o imboscate.

## Conseguenze
La sconfitta di Great Bridge fu devastante per i lealisti virginiani, che persero del tutto la volontà di combattere, e molti preferirono fuggire dalla città prima dell'arrivo dei ribelli. Nei giorni successivi le milizie rivoluzionarie marciarono quindi su Norfolk, obbligando lord Dunmore ad evacuarla in tutta fretta e a lasciare che la conquista rivoluzionaria della Virginia venisse completata.